# 대한민국 민법 제635조
대한민국 민법 제635조는 기간의 약정없는 임대차의 해지 통고에 대한 민법 채권법 조문이다.

## 조문
제635조(기간의 약정없는 임대차의 해지통고) ① 임대차기간의 약정이 없는 때에는 당사자는 언제든지 계약해지의 통고를 할 수 있다.

② 상대방이 전항의 통고를 받은 날로부터 다음 각호의 기간이 경과하면 해지의 효력이 생긴다.

1. 토지, 건물 기타 공작물에 대하여는 임대인이 해지를 통고한 경우에는 6월, 임차인이 해지를 통고한 경우에는 1월

2. 동산에 대하여는 5일

第635條(期間의 約定없는 賃貸借의 解止通告) ① 賃貸借期間의 約定이 없는 때에는 當事者는 언제든지 契約解止의 通告를 할 수 있다.

②相對方이 前項의 通告를 받은 날로부터 다음 各號의 期間이 經過하면 解止의 效力이 생긴다.

1. 土地, 建物 其他 工作物에 對하여는 賃貸人이 解止를 通告한 境遇에는 6月, 賃借人이 解止를 通告한 境遇에는 1月

2. 動産에 對하여는 5日

## 비교 조문
주택임대차보호법 제4조 제1항 기간의 정함이 없거나 기간을 2년 미만으로 정한 임대차는 그 기간을 2년으로 본다.

## 해설
법규의 경합이 있을 경우, 주택임대차보호법은 민법의 특별법으로 특별법 우선의 원칙에 따라 주택임대차보호법이 적용된다.

## 사례
- 광고영화상영계약이 극장에 의해 일방적으로 해지되는 경우에 광고매체대행사로서는 새로운 광고상영극장을 찾는데까지 상당한 시일이 소요되는 만큼 해지통고의 효력발생시까지 충분한 유예기간을 줄 필요가 있으므로 극장주가 광고체대행사에 한 해지통고의 효력은 민법 제635조2항제1호 소정의 '토지, 건물 기타 공작물의 임대차'에 준해 광고매체대행사가 그 통고를 받은 날부터 6월이 경과한 때 발생한다[1]

## 참고 문헌
- 오현수, 일본민법, 진원사, 2014. ISBN 9788963463452
- 오세경, 대법전, 법전출판사, 2014 ISBN 9788926210277
- 이준현, LOGOS 민법 조문판례집, 미래가치, 2015. ISBN 9791155020869

## 같이 보기
- 해지통고
- 임대차
- 주택임대차보호법